# Clytia crenata
Clytia crenata is een hydroïdpoliep uit de familie Campanulariidae. De poliep komt uit het geslacht Clytia. Clytia crenata werd in 1965 voor het eerst wetenschappelijk beschreven door Mammen. 